# Хемис-эль-Хешна
Хемис-эль-Хешна (араб. خميس الخشنة‎, фр. Khemis El Khechna) — коммуна на севере Алжира, на территории вилайета Бумердес, административный центр одноимённого округа.

## Географическое положение
Коммуна находится в западной части вилайета, на высоте 77 метров над уровнем моря.
Коммуна расположена на расстоянии приблизительно 35 километров к юго-востоку от столицы страны Алжира и в 27 км к юго-западу от административного центра вилайета Бумердеса.

## Демография
По состоянию на 2008 год население составляло 76 474 человека.
Динамика численности населения коммуны по годам:
| 1977   | 1987   | 1998   | 2008   |
| ------ | ------ | ------ | ------ |
| 27 062 | 45 453 | 58 574 | 76 474 |